# 鄧陳琨
鄧陳琨（越南语：／，約1710年—1745年），越南黎中興朝詩人、作家，河內青池縣人。黎裕宗時中舉，歷任訓導、縣令、御史等官職。
代表作為古樂府長篇漢字敘事詩《征婦吟曲》。該詩被段氏點和潘輝益譯為喃字，並在越南廣為流傳。